# Maison de La Rochefoucauld
Pour les articles homonymes, voir La Rochefoucauld et Familles de La Roche.
La maison de La Rochefoucauld, originaire de l'Angoumois, est l'une des plus anciennes familles subsistantes de la noblesse française.
La première maison de La Rochefoucauld, dont la filiation est connue depuis 1019 avec Foucauld de La Roche, s'éteignit au XIIe siècle et se termina avec une fille, Emma (attestée dès 1140), qui épouse Robert de Marthon (attesté de 1111 à 1147), issu de la famille de Montbron.
La deuxième et actuelle maison de La Rochefoucauld est issue de Guy de Marthon, vivant en 1147, fils de Robert de Marthon et d'Emma de La Rochefoucauld.
Cette seconde famille donna plusieurs branches ducales et une branche fut titrée prince en Baviere en 1909 (titre non reconnu en France).
Elle fut notamment illustrée par François duc de La Rochefoucauld (1613-1680) qui fut l'auteur de Maximes au XVIIe siècle.

## Origine
Des auteurs anciens la disaient issue de la maison de Limoges ou de la maison de Lusignan et lui donnaient comme premier ancêtre Foucauld Ier, seigneur de La Roche en Angoumois, vivant en 1019, se fondant sur la similitude des armoiries (le burelé d'argent et d'azur) des trois familles pour confirmer la parenté cognatique légendaire des La Rochefoucauld, des Lusignan et des Luxembourg, tous mélusinides revendiqués.
Les auteurs contemporains indiquent que la maison actuelle de La Rochefoucauld est issue de la famille de Marthon, avec Emma de La Rochefoucauld (fille d'Adémar de La Roche, seigneur de La Rochefoucauld et de Mathilde de Chabanais), qui épousa Robert de Marthon (fils d'Hugues de Marthon et de Pétronille), dont le fils Guy prit le nom de La Rochefoucauld et fut l'auteur d'une nouvelle maison de La Rochefoucauld,,.

## Première maison La Rochefoucauld: seigneurs de La Roche (éteinte)
1. Foucauld Ier de La Roche, seigneur de la Roche en Angoumois, assista en 1019 avec ses enfants à une donation de Guillaume évêque d'Angoulême. Il est nommé en 1026 avec sa femme Jarsande dans une charte de l'abbaye de Saint-Cybard d'Angoulême[7].
2. Guy Ier de La Roche (fils du précédent), seigneur de La Rochefoucauld, fonde en 1060 le prieuré de Saint-Florent de La Rochefoucauld. Il fut père de Guy II, qui suit, et d'Arnaud[7].
3. Guy II de La Roche (fils du précédent), seigneur de La Rochefoucauld, assista en 1081 à un accord entre les religieux de Saint-Florent de Saumur et ceux de Saint-Martial de Limoges. Il épousa Eve, dont on ignore le nom, et en eut au moins trois garçons dont Guy III, qui suit[7].
4. Guy III de La Roche (fils du précédent), seigneur de La Rochefoucauld († 1120). Il fut père d'au moins Aymar, qui suit[7].
5. Aymar de La Roche (fils du précédent), seigneur de La Rochefoucauld et de Verteuil († en 1140). Il mena différentes guerres contre Vulgrin II, comte d'Angoulême[7]. Il épousa Mathilde de Chabanais, dont il eut une fille, Emma, mariée avec Robert de Marthon, seigneur de Marthon[5].

## Deuxième maison La Rochefoucauld: seigneurs de Marthon (subsistante)
1. Emma de La Rochefoucauld (fille d'Aymar de La Roche, seigneur de La Rochefoucauld et de Mathilde de Chabanais) épousa Robert de Marthon, seigneur de Marthon[5]. Elle vivait en 1140-1160.
Les travaux d'André Debord font sortir les seigneurs de Marthon de la maison de Montbron au XIIe siècle. Les armoiries des Montberon (Écartelé : aux 1 et 4 burelé d'argent et d'azur; aux 2 et 3 de gueules) font penser à celles des Lusignan (burelé d'argent et d'azur) dont ils pourraient être issus.
2. Guy de Marthon (Guy IV de La Rochefoucauld) (fils des précédents). Il prit le nom de sa mère et devint seigneur de La Rochefoucauld, Verteuil, Marthon, Blanzac. Il participa aux guerres contre Guillaume, comte d'Angoulême. Il assista en 1170 à la dédicace de l'Abbaye de Saint-Amant-de-Boixe. On suppose qu'il épousa une fille d'Aimery, vicomte de Rochechouart. Il fut le père de Foucauld II qui suit et d'Aimery[7].
3. Foucauld II (fils du précédent) seigneur de La Rochefoucauld, de Verteuil, de Blanzac, de Marthon, etc. Il servit dans les armées du roi Philippe Auguste et fut fait prisonnier en 1198 à la bataille de Gisors. Il fut père d'au moins quatre garçons, dont Guy V, n'ayant laissé aucune descendance légitime, et Aimery Ier qui suit[7].
4. Aimery Ier de La Rochefoucauld (fils du précédent), seigneur de La Rochefoucauld, de Verteuil, de Marthon, de Blanzac, de Cellefrouin, de Bayers et de Claix. Il testa en 1244 et fit un codicille à son testament en 1249. Il épousa Létice, fille estimée de Hugues Ier Larchevêque seigneur de Parthenay. Il eut au moins cinq enfants, dont Guy qui suit[7].
5. Guy VI de La Rochefoucauld (fils du précédent), seigneur de La Rochefoucauld, Verteuil, de Marthon, de Blanzac, de Cellefrouin, etc. Il se rallia à la cause d'Hugues X de Lusignan, comte de la Marche et d'Angoulême, contre Louis IX, roi de France. Il fit en 1295 son testament, par lequel il élut sa sépulture en l'abbaye de Grosbos auprès de ses père et mère et mourut la même année. Il épousa Agnès de Rochechouart, dont il eut au moins neuf enfants, dont son cadet et successeur Aimery II, qui suit[7].
6. Aimery II de La Rochefoucauld (fils du précédent), seigneur de La Rochefoucauld, de Blanzac, de Marthon , de Bayers, etc. Il fit son testament en 1297, ordonnant sa sépulture dans l'abbaye de Grosbos et mourut la même année. En 1280 il épousa Dauphine de La Tour-d'Auvergne. Il eut au moins cinq enfants, dont Guy VII, qui suit[7].
7. Guy VII de La Rochefoucauld (fils du précédent), seigneur de La Rochefoucauld (baron en 1299), de Marthon, de Blanzac, de Cellefrouin, de Bayers, etc. Il servit le roi de France Philippe V le Long contre les Flamands (1317-1318). Il fonda en 1329 le couvent des Carmes de La Rochefoucauld. Il fit son testament en 1344. Il avait épousé en 1309 Agnès de Culant et en eut au moins neuf enfants, dont l'aîné Aimery III, qui suit[7].
8. Aimery III de La Rochefoucauld (fils du précédent), seigneur de La Rochefoucauld, de Marthon, de Blanzac, de Cellefrouin, de Bayers, etc. Dès 1338, il rendit de grands services au roi Philippe VI de Valois. Il mourut le 16 septembre 1362. Il avait épousé Marguerite de Barbezieux dont il n'eut pas d'enfant, puis Rogette de Grailly (fille de Pierre II de Grailly, vicomte de Bénauges et de Castillon et de sa seconde femme Éremburge de Périgord) dont il eut Gui VIII, qui suit[7].
9. Guy VIII de La Rochefoucauld (fils du précédent), seigneur de La Rochefoucauld, de Marthon, de Blanzac, de Cellefrouin, de Bayers, de Claix, etc. Il acquit les terres de Marcillac et de Montignac. Chevalier, il fut gouverneur de l'Angoumois, conseiller et, à partir de 1394, chambellan des rois Charles V le Sage, Charles VI et du duc de Bourgogne Philippe le Hardi. Il devint à partir de cette date un homme de confiance du roi. Jouteur très adroit, il combattit, en 1380, à Bordeaux Guillaume de Montferrand, partisan des Anglais. Il épousa en premières noces Jeanne de Luxembourg, dont il n'eut point de postérité, et en secondes noces Marguerite de Craon qui lui donna au moins huit enfants, dont Foucauld III, qui suit[7].
10. Foucauld III de La Rochefoucauld (fils du précédent), seigneur de La Rochefoucauld, de Marthon, de Blanzac, de Bayers, de Montignac, de Marcillac, etc. Conseiller, chambellan du roi Charles VII († 1467). Il participa au siège de Fronsac. Il Reçut le roi Charles VII en son château (du 12 au 27 juillet 1453, au moment de la bataille de Castillon, qui mit fin à la guerre de Cent Ans. Il avait épousé Jeanne de Rochechouart qui lui donna au moins trois enfants, dont Jean Ier, qui suit[7].
11. Jean Ier de La Rochefoucauld († 1471), seigneur de La Rochefoucauld, de Marthon, de Blanzac, de Bayers, de Montignac, de Marcillac, etc. Conseiller et chambellan de Charles VII et de Louis XI, gouverneur de Bayonne en 1453, sénéchal du Périgord. « Le plus puissant de tous les vassaux du comte d'Angoulême pour être gouverneur de la personne et tuteur des biens de Charles d'Orléans, comte d'Angoulême » (Charles d'Angoulême est le père du futur roi François 1er). Il obtint vers 1445 la permission de fortifier Marcillac et d'y bâtir un château. Il épousa sa cousine Marguerite de La Rochefoucauld, dame de Barbezieux et de Montendre, avec qui il eut au moins François, premier comte de La Rochefoucauld, qui suit[7].

## Principales branches
François Ier de La Rochefoucauld († 1516), chambellan des rois Charles VIII et Louis XII. Il fut le 12 septembre 1494 le parrain de François Ier qu'il tint sur les fonts baptismaux et son prénom fut attribué au futur roi. En 1515, François Ier érigea en sa faveur la baronnie de La Rochefoucauld en comté en y incorporant la baronnie de Marthon.
Il épousa en premières noces Louise de Crussol, d'où François II, auteur de la branche ainée des comtes puis ducs de La Rochefoucauld (en 1622),.
Il épousa en secondes noces Barbe du Bois, d'où est issue la branche cadette des seigneurs de Montendre et de Surgères qui donna les ducs de Doudeauville (1782) et de Bissacia (Deux-Siciles 1851) (titres éteints en 1995 et 1968).

### Branche aînée: comtes puis premiers ducs de La Rochefoucauld
1. Cette branche a pour auteur François II de La Rochefoucauld, comte de La Rochefoucauld, prince de Marcillac, seigneur et baron de Verteuil, etc. (1494-1533). Marié en 1518 avec Anne de Polignac (1518)[7], il fit construire la partie renaissance du château de La Rochefoucauld.
2. François III de La Rochefoucauld (1521-1572) (fils du précédent), comte de La Rochefoucauld et de Roucy, prince de Marcillac, seigneur de Verteuil, etc. épousa en premières noces Sylvie Pic de la Mirandole, petite fille du philosophe Jean Pic de la Mirandole (d'où François IV de La Rochefoucauld), et en secondes noces Charlotte de Roye, comtesse de Roucy, belle-sœur du prince de Condé. Protestant, il fut assassiné à Paris lors du massacre de la Saint-Barthélemy par Raymond de Laguo, gouverneur adjoint de Caen[7]. Il était un des favoris de Charles IX qui ne put empêcher son assassinat. De son second mariage, descend Louis François Armand de La Rochefoucauld (1695-1783), 1er duc d'Estissac, père de François XII de La Rochefoucauld-Liancourt (la mère de ce dernier Marie de La Rochefoucauld (1718-1789) descendait quant à elle du premier mariage de François III).
3. François IV de La Rochefoucauld (1554-1591) (fils du précédent), comte de La Rochefoucauld, prince de Marcillac, comte de Roucy, seigneur de Verteuil, etc. Il épousa en 1587 Claude de Madaillan, dame d'Estissac. Protestant, il fut assassiné à Saint-Yrieix-la-Perche par les Ligueurs catholiques[7].
4. François V de La Rochefoucauld (1588-1650) (fils du précédent), 1er duc de La Rochefoucauld et pair de France en 1622, prince de Marcillac. Il épousa en 1611 Gabrielle du Plessis-Liancourt. Catholique, il soutint Louis XIII. Il se signala au combat de l'île de Ré et au Blocus de La Rochelle en 1628[7].
5. François VI de la Rochefoucauld (1613-1680) (fils du précédent), 2e duc de La Rochefoucauld et pair de France, prince de Marcillac. Il épousa en 1628 Andrée de Vivonne[7]. Écrivain moraliste (Maximes, Mémoires), il mena une vie mondaine après avoir participé à différentes intrigues, notamment la Fronde. Son parrain était le cardinal François de La Rochefoucauld et sa marraine était sa grand-mère Antoinette de Pons.
6. François VII de La Rochefoucauld (1634-1714) (fils du précédent), 3e duc de La Rochefoucauld et pair de France, prince de Marcillac. Il épousa Jeanne du Plessis-Liancourt (petite-fille et héritière du dernier duc de La Roche-Guyon de la maison du Plessis-Liancourt, elle apporte toutes les propriétés de Liancourt et La Roche-Guyon). Il était un des favoris de Louis XIV et fut grand-maître de la garde-robe du roi et grand veneur de France[7] .
7. François VIII de La Rochefoucauld (1663-1728) (fils du précédent), 4e duc de La Rochefoucauld et pair de France, 1erduc de La Roche-Guyon par lettres de novembre 1679 (en cadeau de Louis XIV à l'occasion de son mariage)[8], prince de Marcillac. Il épousa Magdeleine Charlotte le Tellier de Louvois, fille de François Michel Le Tellier de Louvois, un des principaux ministres de Louis XIV. Il reprit les charges de son père à la Cour.
8. Alexandre Ier de La Rochefoucauld (1690-1762) (fils du précédent), 5e duc de La Rochefoucauld et pair de France 2e duc de La Roche-Guyon[8], prince de Marcillac. Il épousa en 1715 Elisabeth-Marie-Louise-Nicole de Bermond de Caylard[7]
(fille du marquis de Thoiras et de Françoise-Louise de Bérard de Montalet-Vestric). Il n'eut que deux fils mort en bas âge et deux filles : Marie-Louise-Nicole (née en 1716) dite « Mademoiselle de La Rochefoucauld » et Marie-Elisabeth (née en 1718) dite « Mademoiselle de La Roche-Guyon » qui épousèrent leurs cousins de la branche cadette de Roye[8].

### Branche de Roye: deuxièmes ducs de La Rochefoucauld
Cette branche a pour auteur Charles de La Rochefoucauld dit de Roye († 1605), fils puîné de François III de La Rochefoucauld et de Charlotte de Roye, comtesse de Roucy.
duc à brevet d'Enville (1732) puis duc de La Rochefoucauld (1762).
1. Marie-Louise Nicole de La Rochefoucauld (1716-1797) (fille aînée d'Alexandre, dernier duc de La Rochefoucauld de la branche aînée († 1762), épousa le 28 février 1732 son cousin Jean-Baptiste de La Rochefoucauld de Roye marquis de Roucy (1709-1744) de la branche cadette de Roy. Son époux fut fait duc à brevet d'Enville en mars 1732 à la suite de son mariage[8].
2. Louis Alexandre de La Rochefoucauld (1743-1792) (leur fils), devint en 1762 6e duc de La Rochefoucauld à la mort de son grand-père maternel[8]. Sans postérité de ses deux mariages 1) en 1762 avec Pauline de Gand de Mérode, 2) en 1780 avec Alexandrine Charlotte de Rohan-Chabot. Philanthrope éclairé, il fut membre de l'Académie des sciences, membre de l'Assemblée des notables de 1787, député de la noblesse de Paris aux États généraux de 1789. Il mourut en 1792 sans postérité, victime des massacres de Septembre à Gisors (assassiné par lapidation par les révolutionnaires devant sa mère et sa femme), et le titre de duc de La Rochefoucauld passa à son cousin germain[8],[7].

Ducs d'Estissac (1737) ducs de Liancourt (1765) puis ducs de La Rochefoucauld (1792)
1. Marie-Elisabeth de La Rochefoucauld (née en 1718) (fille cadette d'Alexandre, dernier duc de La Rochefoucauld de la branche aînée († 1762), épousa son cousin Louis François Armand de La Rochefoucauld (1695-1783) de la branche cadette de Roye. Son époux fut fait duc à brevet d'Estissac en 1737 à la suite de son mariage[8]. Jean-Baptiste de La Rochefoucauld, époux de sa sœur aînée, et Louis François Armand de La Rochefoucauld étaient cousins germains.
2. François XII de La Rochefoucauld (1747-1827) (fils des précédents), 7e duc de La Rochefoucauld, duc d'Estissac, duc à brevet de Liancourt (1765), pair de France héréditaire (1815), duc-pair héréditaire (1817 confirmé 1822)[8]. Il épousa en 1764 Félicité-Sophie de Lannion, fille de sa cousine germaine Marie Charlotte de Clermont-Tonnerre, épouse de Hyacynthe Gaëtan, comte de Lannion, gouverneur de Minorque. Président de l’Assemblée Constituante, Lieutenant Général du Royaume, philanthrope, créateur de l'École des arts et métiers, propagateur de la vaccine en France, il est connu pour avoir répondu « Non, Sire, c'est une révolution » à Louis XVI qui lui demandait le 15 juillet 1789 « C'est une révolte ? ». Homme politique, il fit partie de l'opposition libérale sous la Restauration. Il eut trois fils : François XIII qui suit, Alexandre-François et Frédéric Gaëtan.
3. François XIII de La Rochefoucauld (1765-1848) (fils du précédent), 8e duc de La Rochefoucauld, duc d'Estissac puis duc de Liancourt (Il fut autorisé par ordonnance du 21 avril 1828 à substituer le titre de duc de Liancourt à celui de duc d'Estissac et céda à son frère Alexandre (1767-1841) le titre de duc d'Estissac, lequel fonda ainsi la branche d'Estissac)[8]. Commandeur de la Légion d’honneur. Il épousa en 1793 Marie-Françoise de Tott.
4. François XIV de La Rochefoucauld (1794-1874) (fils du précédent), 9e duc de La Rochefoucauld, duc de Liancourt. Il épousa en 1817 Zénaïde de Chapt de Rastignac. (Son deuxième fils Alfred de La Rochefoucauld prit le titre de « duc de La Roche-Guyon »).
5. François XV de La Rochefoucauld (1818-1879) (fils du précédent), 10e duc de La Rochefoucauld, duc de Liancourt. Colonel de cavalerie, commandeur de la Légion d'honneur. Il épousa en 1852 Radegonde Bouvery.
6. François XVI de La Rochefoucauld (1853-1925) (fils du précédent), 11e duc de La Rochefoucauld, duc de Liancourt. Marié en 1892 avec Matti-Elizabeth Mitchell, ils n'eurent qu'un fils mort enfant.
7. Gabriel-Alfred de La Rochefoucauld (1854-1926) (frère du précédent), 12e duc de La Rochefoucauld, duc de Liancourt. Il épousa en 1884 Pauline Piscatory de Vaufreland.
8. Jean de La Rochefoucauld (1887-1970) (fils du précédent), 13e duc de La Rochefoucauld, duc de Liancourt. Maire de Montmirail et conseiller général de la Marne. Commandeur de la Légion d'honneur. Marié en 1917 avec Edmée Frisch de Fels, femme de lettres connue sous le nom d'Edmée de La Rochefoucauld.
9. François Marie Edmond Hubert de La Rochefoucauld (1920-2011) (fils du précédent), 14e duc de La Rochefoucauld, duc de Liancourt. Marié 1) en 1946 avec Jeannine Renée Petit (divorcés en 1948), 2) en 1950 avec Sonia Marie Matossian (divorcés en 1961), 3) en 1967 avec Jeanne-Marie de Villiers du Terrage.
10. François Alexandre-Marie-Joseph de La Rochefoucauld (né en 1958) (fils du précédent et de Sonia Matossian), 15e duc de La Rochefoucauld, duc de Liancourt. Il épousa en 1984 Michèle Suzanne Etter.
11. François-Xavier de La Rochefoucauld (fils du précédent), duc de Liancourt.

Robert de La Rochefoucauld, issu de cette branche (1923-2012) et son épouse Yvonne, fûrent résistants français de la Seconde Guerre mondiale.

### Ducs de La Roche-Guyon (1679-1762)
François VIII de La Rochefoucauld (1663-1728) fut créé duc de La Roche-Guyon par lettres de novembre 1679. Le 1er duché pairie de La Rochefoucauld et le titre de duc de La Roche-Guyon se sont éteints en 1762,,, avec Alexandre duc-pair de La Rochefoucauld et duc de la Roche-Guyon qui n'eut que deux filles qui épousèrent leurs cousins de la branche des comtes de Roye et de Roucy.

### Ducs de La Roche-Guyon (titre de courtoisie) (XIXe–XXIesiècles)
Alfred de La Rochefoucauld (1819-1883) (cadet issu de la branche cadette de Roye) releva proprio motu au XIXe siècle sans lettres de confirmation le titre de duc de La Roche-Guyon éteint en 1762. Ce titre de courtoisie de « duc de La Roche-Guyon » est porté depuis par ses descendants. Il s'agit d'un titre irrégulier,.
1. Alfred de La Rochefoucauld (1819-1883), dit « duc de La Roche-Guyon »[15]. Marié en 1851 avec Isabelle Nivière (1833-1911), écrivaine et poétesse, auteure de nombreux poèmes parus chez Alphonse Lemerre, de 1877 à sa mort. Elle a entretenu de nombreuses relations épistolaires avec d'autres poètes de son temps, notamment Victor de Laprade (1812-1883), correspondance dont il reste 169 lettres[16]. Son deuxième fils est l'artiste peintre Antoine de La Rochefoucauld.
2. Pierre de La Rochefoucauld (1853-1930) (fils du précédent), dit « duc de La Roche-Guyon »[15]. Marié en 1888 avec Gildippe Odoard du Hazey de Versainville (son troisième fils Bernard (1901-1944), membre du réseau de résistance Prosper à Falaise, mort pour la France, est décédé au camp de concentration de Flossenbürg le 4 juin 1944).
3. Gilbert de La Rochefoucauld (1889-1964) (fils du précédent), dit « duc de La Roche-Guyon ». Marié 1) en 1899 avec la princesse Hélène de La Trémoille (mariage religieux annulé le 5 janvier 1927 et divorce civil le 30 août 1927), 2) le 26 novembre 1927 avec Marie-Louise Lerche.
4. Alfred de La Rochefoucauld (1928-2013) (fils du précédent et de Marie-Louise Lerche), dit « duc de La Roche-Guyon ». Marié avec Lydie Jacobé de Haut de Sigy.
5. Guy-Antoine de La Rochefoucauld (né en 1958) (fils du précédent), dit « duc de La Roche-Guyon ». Marié avec Yolaine Françoise Marie Leclerc de Hauteclocque.

Le comte Bernard de La Rochefoucauld, le réalisateur Jean-Dominique de La Rochefoucauld (1931-2011) et ses filles Sophie (1965) et Claire (1972) sont issus de cette branche.

### Ducs d’Estissac (depuis 1839)
Cette branche est issue de la branche puinée des comte de Roye.
Louis François Armand de la Rochefoucauld comte de Roye fut créé duc à brevet (non héréditaire) en 1737 et appelé duc d'Estissac. Son petit-fils Alexandre François de la Rochefoucauld (1761-1841), comte d’empire et ambassadeur pour l’Empereur, grand officier de La Légion d’honneur, frère du duc de La Rochefoucauld (de la Restauration) reçut de son frère ainé le duché d'Estissac en mai 1839. Son fils Alexandre Jules de La Rochefoucauld (1796–1856) fut autorisé par ordonnance royale du 2 juillet 1840 à prendre le titre de duc d'Estissac toutefois cette ordonnance ne fut pas suivie de lettres patentes. Philippe du Puy de Clinchamps dans l'ouvrage Un juge d'armes au Jockey-club indique ce titre comme irrégulier.
Titulaires :
1. Alexandre Jules de La Rochefoucauld (1796–1856), duc d'Estissac en 1840. Officier de la Légion d'honneur, marié en 1822 Hélène-Charlotte Dessolle, fille du marquis général Jean-Joseph Dessolles, général de la Révolution et de l’empire, président du conseil des ministres de Louis XVIII, grand croix de la légion d’honneur et petite-fille du général Auguste Picot de Dampierre ; tous deux ont leurs noms inscrits sous l’arc de triomphe.
2. Roger Paul Alexandre Louis de La Rochefoucauld (1826–1889), son fils, duc d’Estissac. Marié en 1858 à Juliette de Ségur.
3. Alexandre Jules Paul Philippe François de La Rochefoucauld (1854–1930), son fils, duc d’Estissac. Marié en 1883 à Jeanne de Rochechouart-Mortemart.
4. Louis François Alexandre de La Rochefoucauld (1885–1950), son fils, duc d’Estissac. Marié en 1911 à Nathalie de Clermont-Tonnerre.
5. Alexandre Louis Marie François de La Rochefoucauld (1917-2008), son fils, duc d’Estissac. Président du Jockey Club. Marié en 1943 à Antoinette de Moustier.
6. Pierre-Louis de La Rochefoucauld (1947), son fils, duc d’Estissac. Marié en 1980 à Sabine de La Rochefoucauld.

Bernard de La Rochefoucauld (1922-2017), cofondateur de l'Institut La Boétie, ancien président d'honneur de l'Institut Montaigne et ancien maire d'Ingrannes est issu de cette branche.

### Branche de La Rochefoucauld-Montbel, comtes de La Rochefoucauld et princes en Bavière (Bavière 1909)
Ce rameau est issu d'un cadet de la branche d'Estissac.
1. Arthur comte de La Rochefoucauld (1831-1888), maire de Pellevoisin (fils cadet d’Alexandre-Jules, duc d’Estissac et d’Hélène-Charlotte Dessolles) épousa en 1854 Marie-Luce de Montbel, petite-fille de Louis-Joseph de Montbel, officier de la Légion d'honneur, maréchal de camp, premier chambellan de Charles X. Marie-Luce fonda le couvent des dominicaines de Pellevoisin et devint soeur tertiaire du même ordre sous le nom de soeur Catherine de Sienne.
2. Jules de La Rochefoucauld-Montbel (1857-1945) comte de La Rochefoucauld, maire de Pellevoisin, reçu en Bavière le titre transmissible de prince, par décret du 22 juillet 1909 du roi Louis III de Bavière et fut inscrit comme tel au nobiliaire bavarois (il s'agit d'un titre étranger non reconnu en France)[17],[20]. Il fut autorisé par décret pris en Conseil d'État du 22 mars 1922, à ajouter à son nom celui de sa mère Marie-Luce de Montbel. Il épousa en 1881 Jeanne Louise Marie Nathalie Lebeuf de Montgermont.
(Note : Aimery comte de La Rochefoucauld (1843-1928), reçut également le titre de prince en Bavière en vertu du même décret du 22 juillet 1909. Son fils unique Gabriel (1875-1942), écrivain, ami de Marcel Proust, marié à Odile Chapelle de Jumilhac, fille d'Armand Chapelle de Jumilhac, duc de Richelieu et d’Alice Heine, a eu comme seule enfant Anne de La Rochefoucauld (1906-1980), marquise de Amodio, qui a été la fondatrice en 1952 de l'association des Vieilles maisons françaises et avait pour filleul Dominique de La Rochefoucauld-Montbel)
3. Emmanuel de La Rochefoucauld-Montbel (1883-1974), son fils, comte de La Rochefoucauld, prince en Bavière, ambassadeur, administrateur, bibliophile, chevalier de la Légion d’honneur, bailli grand croix d'honneur et dévotion de l'Ordre de Malte, épousa en 1913 Simone Darblay. Par Marie-Thérèse de Labrousse de Lascaux, mère de Simone Darblay, ils étaient propriétaires du domaine où se trouvent au moment de leurs découvertes en 1940 les Grottes de Lascaux.
4. Charles-Emmanuel de La Rochefoucauld-Montbel (1914-2000), son fils, comte de La Rochefoucauld, prince en Bavière, épousa 1) en 1943 Flora d'Huart Saint-Mauris (divorcé)[21] (dont Guy-Emmanuel (1944-1991) marié en 1973 à Éléonore Edmond-Blanc. Sans postérité), 2) puis, en juin 1949, il épousa Joanna-Isabelle Forbes (civilement) puis religieusement le 31 mai 1997. Dont postérité. Il donna de son vivant les grottes de Lascaux à l'Etat. De la même manière, il fit aussi don des terrains et bâtiments du sanctuaire de Pellevoisin au diocèse de Bourges.
5. Dominique de La Rochefoucauld-Montbel (1950) (son fils), comte de La Rochefoucauld, prince en Bavière, officier de La légion d’honneur[22], grand croix du mérite de La République Italienne[23], grand croix de l’ordre d’Isabelle La Catholique[24] et grand croix de l’ordre de Saint Grégoire Le Grand[25]. Il épouse, en janvier 1984, Pascale Subtil. Membre du souverain conseil et Grand Hospitalier de l'ordre souverain militaire et hospitalier de Saint-Jean de Jérusalem, de Rhodes et de Malte[26]. Bailli grand croix d'honneur et de dévotion de l'Ordre de Malte et grand croix de l'Ordre pro Merito Melitensi[27], il fut aussi pour l'Ordre de Malte en France[28] président et vice-président de l’association française, vice-président de l'Ordre de Malte France et il est toujours vice-président de la Fondation. Il est aussi Bailli grand croix de justice de l'ordre du constantinien de Saint-Georges[29].

### Branche de Montendre et de Surgères
1. Cette branche a pour auteur Louis de La Rochefoucauld, seigneur de Montendre, Montguyon, Roissac et des Salles, fils puiné du deuxième mariage de François I comte de La Rochefoucauld (†1541) et de Barbe du Bois[30]. Chevalier de l'ordre du roi, il se trouva au siège de Metz en 1559 et autres guerres de son temps. Il épousa en 1534 Jacquette de Mortemer.
2. François de La Rochefoucauld (†1600), (fils du précédent), seigneur de Montguyon, baron de Montendre fut lieutenant du prince de Condé. Il épousa Hélène de Goulard (fille unique et héritière d'Egmond Goulard seigneur de Marsay)[30].
3. Isaac de La Rochefoucauld († après 1626 ?)[31] (fils du précédent), baron de Montendre, seigneur de Montguyon, épousa en 1600 Hélène de Fonsèque (fille de Charles de Fonsèque, seigneur de Surgères)[30]. dont entre autres : Charles, auteur de la branche de Montendre et François, auteur de la branche de Surgères.

Branche dite des marquis de Montendre
1. Charles de La Rochefoucauld, marquis de Montendre. En 1627, il mena une compagnie de 100 gentilshommes au secours de l'île de Ré, attaquée par les Anglais. Il épousa en 1633 Renée Thévin[30].
2. Charles-Louis de La Rochefoucauld (fils du précédent), marquis de Montendre, marié à Anne de Pithou (fille de Pierre Pithou, seigneur de Luyeres, conseiller au parlement de Paris)[30].
  1. Isaac Charles de La Rochefoucauld († 1702) (fils du précédent), comte de Montendre. Officier dans l'armée du roi, il servit au siège de Mayence, à la bataille de Fleurus, au siège de Mons, au siège de Barcelone. Il participa activement à la bataille de Crémone où il fut blessé. Il fut tué à la bataille de Luzzara le 15 août 1702[30].
  2. François de La Rochefoucauld (1672-1739) (frère du précédent) dit le marquis de Montendre. D’abord chanoine régulier en l’abbaye de Saint-Victor à Paris. Il s'engagea dans l'armée anglaise et servit avec distinction dans toutes les guerres des rois Guillaume III et Georges 1er. Il devint maître général de l'artillerie en Irlande en 1728 et le 4e Field Marshal of Great Britain, feld-maréchal général de cavalerie des armées de Grande-Bretagne. Il épousa Marie-Anne von Spanheim (fille du baron Ezéchiel von Spanheim, ambassadeur de Prusse en Angleterre) dont il n'eut pas de postérité. Il est enterré à l'abbaye de Westminster[30],[32].
  3. Louis de La Rochefoucauld († 1742) (frère des précédents), marquis de Montendre. Capitaine de vaisseau en 1704, il fut ensuite capitaine-colonel des suisses de la garde du duc de Berry. Il épousa en 1710 Suzanne d'Argouges dont il n'eut pas de postérité.

Branche dite des marquis de Surgères
1. François de La Rochefoucauld (1620?-1680?) seigneur et marquis de Surgères, épousa Anne de Philippier[30].
2. Charles-François de La Rochefoucauld (1643?-1714?) (fils du précédent), marquis de Surgères, épousa en 1662 Anne de La Rochefoucauld (fille de Benjamin de La Rochefoucauld, baron d'Estissac)[30].
3. François de La Rochefoucauld (1664-1731) (fils du précédent), marquis de Surgères, capitaine de vaisseau. Il épousa en 1704 Angélique Lee (veuve de François Lucas de Démuin)[30]. Il participa aux expéditions de Pierre Le Moyne d'Iberville.
4. Alexandre-Nicolas de La Rochefoucauld (1709-1760) (fils du précédent), marquis de Surgères, Lieutenant Général des Armées du roi en 1748. Il épousa en 1728 Jeanne-Thérèse Fleuriau de Morville (fille de Charles-Jean-Baptiste Fleuriau de Morville secrétaire d'État à la Marine en 1722)[30].
5. Jean-François de La Rochefoucauld (1735-1789) (fils du précédent), marquis de Surgères, gouverneur de Chartres, chevalier du Saint Esprit. Il épousa en 1752 Anne Chauvelin de Grosbois fille de Germain-Louis Chauvelin, marquis de Grosbois, commandeur des Ordres du roi, garde des sceaux de France. Elle fut la fondatrice de l'Hôpital La Rochefoucauld à Paris. Dont Ambroise-Polycarpe, auteur des ducs de Doudeauville qui suivent.

### Ducs de Doudeauville (Espagne 1782, reconnu en France en 1814, éteint 1995), de Bisaccia (Deux-Siciles 1851 éteint 1995) et d'Estrées (Espagne 1892 éteint 1907)
1. Ambroise-Polycarpe de La Rochefoucauld (1765–1841) (fils du précédent), marquis de Surgères, grand d'Espagne au titre de duc de Doudeauville en 1782 (par sa femme héritière du titre de la grandesse d'Espagne au titre de duc de Doudeauville de la famille Le Tellier de Courtanvaux), titre reconnu en France par l'ordonnance de pairie du 4 juin 1814. Pair de France héréditaire le 19 août 1815, duc-pair héréditaire le 31 août 1817 confirmé par lettres du 9 décembre 1817. Il fut ministre-secrétaire-d'État au département de la Maison du roi (1824-1827). Chevalier du Saint Esprit. Il fonda en 1826 l'École nationale supérieure d'agronomie de Grignon. Il épousa Bénigne le Tellier de Louvois, fondatrice en 1822 de la congrégation des religieuses de Nazareth.
2. Sosthènes Ier de La Rochefoucauld (1785–1864) (fils du précédent), 2e duc de Doudeauville, grand d'Espagne de première classe. Il fut aide de camp du roi Charles X et directeur des Beaux Arts. Il épousa en 1807 Élisabeth de Montmorency-Laval (fille du duc Mathieu duc de Montmorency, ministre des Affaires étrangères).
  1. Stanislas de La Rochefoucauld (1822–1887) (fils du précédent), 3e duc de Doudeauville, grand d'Espagne de première classe. Sans postérité de son mariage avec Marie de Colbert-Chabanais.
  2. Sosthène II de La Rochefoucauld (1825–1908) (frère du précédent), 4e duc de Doudeauville, grand d'Espagne, 1er duc de Bisaccia (1851. Deux-Siciles par héritage des Montmorency-Laval. Titre non reconnu en France[8] mais inscrit dans le nobiliaire bavarois le 24 novembre 1855 dans la classe des princes sous la dénomination de duca di Bissacia[8],[33],[34],[35]). Ambassadeur de France, député (1871-1898), conseiller général de la Sarthe, président du conseil général de la Sarthe, président du Jockey Club de Paris. Bailli Grand Croix de l'ordre souverain de Malte. Marié avec Yolande, princesse de Polignac, fille du premier ministre du roi Charles X. Marié en secondes noces à Beloeil avec Marie, princesse de Ligne.
    1. Charles Marie François de La Rochefoucauld (1863–1907) (fils ainé du précédent). Il prit le titre espagnol de « duc d'Estrées » (non reconnu en France) par transfert en 1892 de la grandesse d'Espagne à ce titre au lieu de Doudeauville[8] (titre éteint avec lui en 1907)[36]. Marié en 1885 avec Charlotte, princesse de La Trémoïlle, fille du duc de La Trémoïlle. Fondateur et président du Polo de Paris. D'où une fille.
      1. Marguerite (1886-1929), mariée 1) en 1907 à François de Rochechouart-Mortemart (d'où postérité), 2) en 1919 à Alain Gabriel de Kergariou, 3) en 1922 à Léon Dufresne de Saint-Léon.

    2. Armand François Jules Marie de La Rochefoucauld (1870–1963) (frère du précédent), 5e duc de Doudeauville, président du Jockey Club (1919-1963), président du Polo de Paris. Conseiller général de la Sarthe. Marié avec la princesse Lise Radziwill.
      1. Sosthènes III de La Rochefoucauld (1897-1970) (fils du précédent), 6e duc de Doudeauville, chevalier de la légion d'honneur en 1918. Marié à Madrid en 1924 avec Leonor de Saavedra, comtesse de Torrehermosa. Sans postérité masculine.
      2. Armand Charles François Marie de La Rochefoucauld (1902-1995) (frère du précédent), 7e et dernier duc de Doudeauville (titre éteint en 1995)[9]. Sans postérité masculine de son mariage en 1957 avec Esther Millicent Clarke, il en eut en 1958 une fille Lise de La Rochefoucauld qui suit. Il eut en 1944 de Clémentine Elisabeth Brandt un fils naturel reconnu : Armand Sosthènes[9].
        1. Armand Sosthènes de La Rochefoucauld (né le 23 décembre 1944 à Lisbonne), fils naturel reconnu du 7e et dernier duc de Doudeauville [9], dit « duc de Doudeauville » (titre irrégulier)[9], marié en 1966 à Geneviève Rose Blanche Fourny puis le 10 novembre 2007 au château de La Rochefoucauld avec Anne-Caroline Laudrel des Essars, dont Elisabeth, Hedwige et Anne-Yolande[37].
        2. Lise de La Rochefoucauld (1958)(fille issue du mariage d'Armand, 7e duc de Doudeauville et d'Esther Millicent Clarke), mariée en 1988 à Jean-Pierre Ribes[37].

    3. Édouard François Marie de La Rochefoucauld (1874-1968), 2e duc de Bisaccia, marié avec Camille de Colbert-Chabanais. D'où trois enfants :
      1. Marie-Carmen de La Rochefoucauld (1902-1999) mariée en 1928 au comte de Mailly-Nesles, d'où postérité.
      2. Stanislas comte de La Rochefoucauld (1903-1965), marié 1) en 1926 avec Sophie Alice Cocea, 2) en 1947 avec Jeanne princesse de San Felice de Viggiano. Sans postérité.
      3. Elisabeth de La Rochefoucauld (1909-2006) mariée 1) en 1929 avec Elliot Robert Le Gras du Luart de Montsaulnin (d'où postérité), 2) en 1958 avec Mario Fausto Maria Pinci.

### Branche de Bayers
Cette branche a pour origine Geoffroy de La Rochefoucauld, seigneur de Verteuil († vers 1329) dont est issu Guillaume, seigneur de Nouans († vers 1487), dont un des fils Guillaume de La Rochefoucauld († vers 1512) fonda la branche de Bayers. Ses membres prirent le titre de marquis de Bayers.
Branche éteinte en ligne masculine, en 1940 avec Raoul Gustave de La Rochefoucauld, marquis de Bayers (1845-1940), mort sans postérité de son mariage avec Elisabeth de Griffon-Sénéjac ; et en ligne féminine avec Victoria de La Rochefoucauld-Bayers (1880-1950), la dernière du nom (fille d'un cousin du précédent), décédée célibataire.
Personnalités
- François-Joseph de La Rochefoucauld-Bayers († 1792), évêque-comte de Beauvais et pair de France, député du clergé de Clermont aux États généraux de 1789, massacré avec son frère à la prison des Carmes.
- Pierre-Louis de La Rochefoucauld-Bayers (1744-1792), frère du précédent, évêque de Saintes, député du clergé de Saintes aux États généraux de 1789, massacré avec son frère à la prison des Carmes.
- Charles-François de La Rochefoucauld-Bayers (1753-1819), député aux États généraux de 1789.
- Jean de La Rochefoucauld-Bayers (1757-1834), militaire et homme politique.

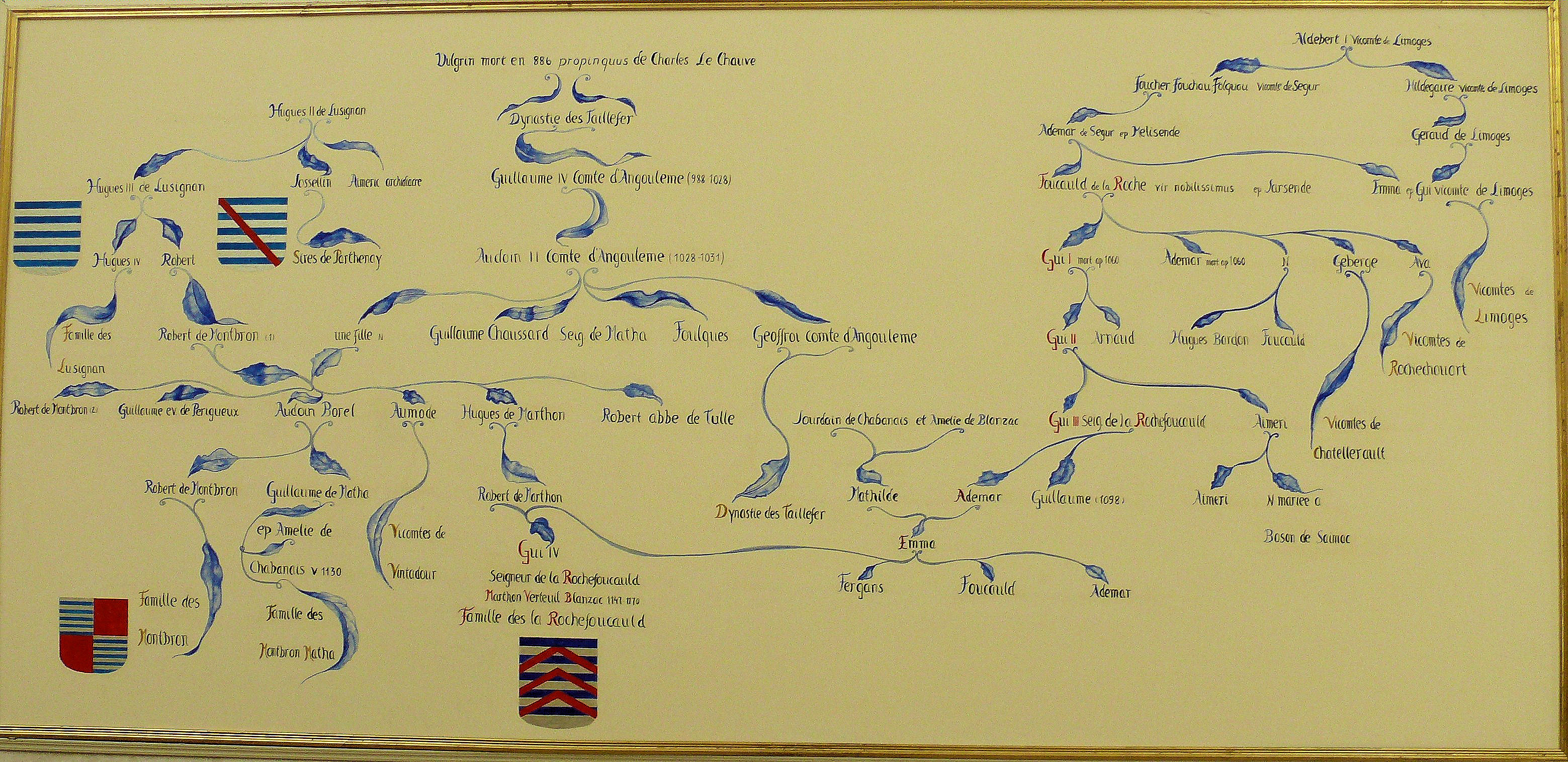
Généalogie de la maison de La Rochefoucauld (chapelle du château de La Rochefoucauld).
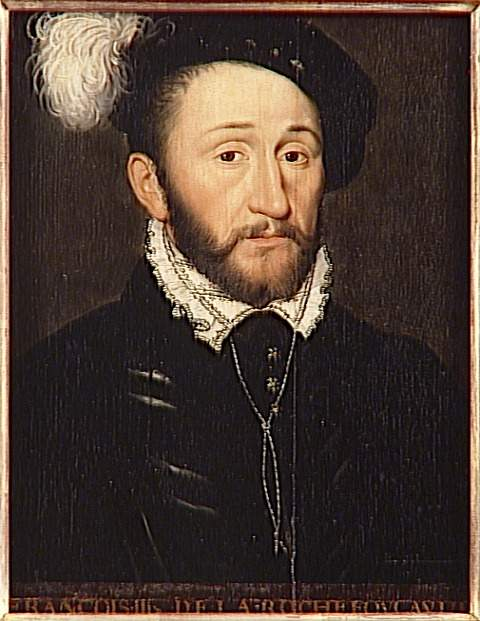
François III de La Rochefoucauld (1521-1572).
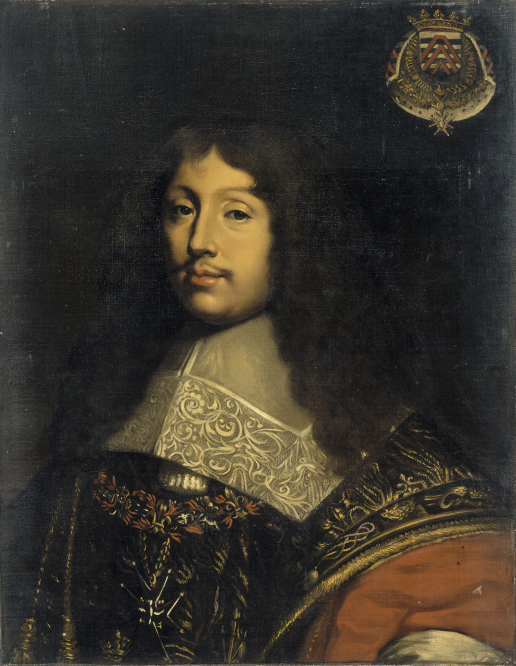
François VI de La Rochefoucauld (1613-1680), auteur des « Maximes ».

## Littérature
- Saint-Simon : « Les ducs de La Rochefoucauld s'étaient accoutumés depuis longtemps à ne vouloir chez eux qu'un successeur pour recueillir tous les biens et toute la fortune du père, à ne marier ni filles ni cadets, qu'ils comptaient pour rien, et à les jeter à Malte et dans l'Église ; le premier duc de La Rochefoucauld fit son second et son quatrième fils prêtres »[41].

## Armorial
| Figure | Nom et blasonnement |
|        | Maison de La Rochefoucauld Burelé d’argent et d’azur, à trois chevrons de gueules brochant sur le tout, le premier écimé., Ces armes à une brisure près, sont proches de celles des Lusignan (burelé d'argent et d'azur). |
|        | |
|        | Charles de La Rochefoucauld (1520-1583), seigneur de Barbezieux, chevalier du Saint-Esprit (reçu le 31 décembre 1578) Écartelé: aux 1 et 4, burelé d'argent et d'azur à trois chevrons de gueules brochant, le premier écimé (La Rochefoucauld) ; au 2 et 3, d'or à un écusson d'azur.                                                                                      |
|        | François XII de La Rochefoucauld (1747-1827) duc de La Rochefoucauld et duc de Liancourt, homme politique, français, Écartelé : aux 1 et 4, de gueules à la bande d'argent (de Roye) ; au 2, d'or au lion d'azur armé et lampassé de gueules (de Roucy) ; sur le tout, burelé d'argent et d'azur à trois chevrons de gueules brochant, le premier écimé (La Rochefoucauld). |

## Châteaux et hôtels

### Hôtels et autres propriétés
- La Vallée-aux-Loups, Châtenay-Malabry (Hauts-de-Seine), ancienne propriété La Rochefoucauld-Doudeauville
- Hôtel de La Rochefoucauld-Doudeauville, 47 rue de Varenne, Paris 7e ; devint en 1937 l'ambassade d'Italie
- Hôtel de La Rochefoucauld-Bayers, 12 rue Henry-IV, Nantes. La dernière occupante, en 1957, fut N. de Bastide née Durant de La Pastellière. dont la mère était Mathilde, née La Rochefoucauld-Bayers.
- Hôtel de La Rochefoucauld-Doudeauville-Ligne, 15 avenue Charles-Floquet, Paris 7e, ambassade de la Tchéquie
- Hôtel de Versainville, 18 boulevard des Invalides, Paris 7e
- Hôtel de La Rochefoucauld-Liancourt, 9 rue Royale, Paris 8e
- Hôtel de La Rochefoucauld d'Estissac, 28 bis rue Saint-Dominique, Paris 7e, Maison de La Chimie
- Hôtel de La Rochefoucauld, 93 rue de l'Université, Paris 7e, siège des Vieilles maisons françaises (fondé par Anne de La Rochefoucauld)
- Hôtels de La Rochefoucauld-Montbel, 12 Place Vendôme, Paris 1er / 91 rue l'Université, Paris 7e / 56 avenue d’Iéna, Paris 16e (ambassade d'Égypte) / 10 rue Jean-Goujon, Paris 8e
- Pavillon La Rochefoucauld, Biarritz (Pyrénées-Atlantiques) (détruit)
- Villa La Rochefoucauld[45], Cannes (Alpes-Maritimes), 47 avenue du Docteur-Raymond-Picaud
- Hôtel de La Rochefoucauld, 16 rue de Pontoise, Saint-Germain-en-Laye, (appartient aux La Rochefoucauld de 1604 à 1763, actuel Hôtel de ville depuis 1842[46])
- Hôtel de La Rochefoucauld, 17 rue des Hôtels (rue Colbert), Versailles (acquis le 23 janvier 1685)

## Toponymie
- À Angers: place de La Rochefoucauld-Liancourt
- À Barbezieux-Saint-Hilaire : place de La Rochefoucauld
- À Boulogne-Billancourt, Estissac et Viry-Châtillon: rue de La Rochefoucauld
- À Châlons-en-Champagne et Compiègne : rue de La Rochefoucauld-Liancourt
- À Montmirail : avenue de La Rochefoucauld
- À Paris : rue Catherine-de-La Rochefoucauld, square de La Rochefoucauld, rue Liancourt (anciennement La Rochefoucauld)
- À Sarcelles : allée de La Rochefoucauld